# Felipe Pires
Felipe Augusto Rodrigues Pires (San Paolo, 18 aprile 1995) è un calciatore brasiliano, attaccante della T'orp'edo Kutaisi.

## Carriera
Ha fatto il suo debutto europeo con il Salisburgo il 19 febbraio 2015 in una sconfitta 1-2 in trasferta contro il Villarreal nei trentaduesimi di UEFA Europa League, in sostituzione di Massimo Bruno al 64'. Una settimana, dopo nella gara di ritorno, subentra nel secondo tempo per Takumi Minamino in una sconfitta 1-3 che ha eliminato il suo club.

## Palmarès

### Club

#### Competizioni nazionali
- Campionato austriaco: 1

Salisburgo: 2014-2015
- Supercoppa di Georgia: 1

Torpedo Kutaisi: 2024

#### Competizioni statali
- Campionato Cearense: 1

Fortaleza: 2019